# Pradeo
Pradeo est une entreprise privée opérant dans le domaine de la cybersécurité établie à Montpellier (France), avec des bureaux à Paris (France), San Francisco (États-Unis) et Londres (Royaume-Uni). Pradeo développe des solutions de sécurité mobile destinées à protéger les smartphones, tablettes, objets connectés et applications mobiles.

## Historique
L'entreprise a été créée en 2010 à Montpellier par deux cofondateurs : Dr Clément Saad et Vivien Raoul. En 2013, la première version du moteur d’analyse "Pradeo Security" a vu le jour. C’est sur cette technologie que toutes les solutions de l’entreprise s’appuient.
Pradeo dispose aujourd’hui d’un réseau de partenaires technologiques composé de VMware Workspace ONE, BlackBerry, Microsoft Intune, MobileIron, IBM MaaS360, SOTI, Samsung et DNP CrackProof. Ses solutions sont revendues par Synnex, TechData et IngramMicro dans 64 pays.
Le Laboratoire de recherche de Pradeo publie fréquemment des découvertes sur des failles de sécurité d'applications mobiles (SEGA,,, Eurosport,,, Dune,,) et ainsi qu’un rapport de sécurité mobile semestriel,.
Au niveau mondial, les principaux concurrents de Pradeo sont: Check Point, Lookout, Zimperium et Wandera.